# Wilhelmsdorf (Mittelfranken)
 For alternative betydninger, se Wilhermsdorf.
Wilhelmsdorf er en kommune i den mittelfrankiske Landkreis Neustadt an der Aisch-Bad Windsheim i den tyske delstat Bayern. Den er hjemsted for Verwaltungsgemeinschaft Hagenbüchach-Wilhelmsdorf. Wilhelmsdorf må ikke forveksles med Wilhermsdorf i Landkreis Fürth, der ligger 15 km væk.

## Geografi
Nabokommuner er Emskirchen og Oberreichenbach.

### Inddeling
Ud over Wilhelmsdorf, ligger i kommunen landsbyerne:
- Ebersbach
- Oberalbach
- Stadelhof
- Trabelshof
- Unteralbachermühle

## Historie
Wilhelmsdorf blev grundlagt af Hugenoterne, og indtil begyndelsen af det 20. århundrede var den protestantiske landsbykirke fransk præget.
Wilhelmsdorf var i det 19. århundrede kendt for strømpefabrikation; Omkring år 1900 grundlagde købmanden Edmund Boden og teknikeren Johann Christian Lotter en fabrik for passere og tegneredskaber som i det 20. århundrede gav Wilhelmsdorf en betydningsfuld rolle. I byens Zirkelmuseum fortælles mere om historien.